# Azygocera
Azygocera is een kevergeslacht uit de familie van de boktorren (Cerambycidae). De wetenschappelijke naam van het geslacht werd voor het eerst geldig gepubliceerd in 1920 door Aurivillius.

## Soorten
Azygocera is monotypisch en omvat slechts de volgende soort:
- Azygocera picturata (Fairmaire & Germain, 1859)